# Opasanjek
 Opasanjek  falu Horvátországban Krapina-Zagorje megyében. Közigazgatásilag Zlatar Bistricához tartozik.

## Fekvése
Zágrábtól 30 km-re, községközpontjától 3 km-re északkeletre a Horvát Zagorje területén fekszik.

## Története
1857-ben 37, 1910-ben 97 lakosa volt. Trianonig Varasd vármegye Zlatari járásához tartozott.
2001-ben 108 lakosa volt.

## Külső hivatkozások
Zlatar Bistrica hivatalos oldala